# Đế quốc Tân Assyria
Đế quốc Tân-Assyria là một đế quốc của người Lưỡng Hà, phát triển trong giai đoạn lịch sử bắt đầu từ 934 TCN và kết thúc năm 609 TCN. Trong suốt thời kỳ này, Assyria được xem như là thế lực hùng mạnh nhất trong khu vực, tranh đua cùng với Babylon và các thế lực nhỏ hơn khác cho sự thống trị ở khu vực này. Dù vậy, cho tới khi vua Tiglath-Pileser III đề xướng cải cách trong thế kỷ 8 TCN, họ mới trở thành một quốc gia hùng mạnh và rộng lớn. Vào thời kì trung vương quốc, cuối thời đại đồ đồng, Assyria chỉ là một quốc gia nhỏ bé ở phía bắc của Lương Hà (miền bắc Iraq ngày nay), cạnh tranh quyền thống trị miền nam Lưỡng Hà với thế lực khác là Babylon. Bắt đầu với những chiến dịch của Adad-nirari II, Assyria trở thành một nước mạnh đáng sợ, sự phát triển của họ là một mối đe dọa nghiêm trọng đến vương triều thứ 25 của Ai Cập.
Đế quốc Tân-Assyria đã kế thừa thời kì Trung Assyria (thế kỷ 14-10 TCN). Một số nhà khảo cổ như Richard Nelson Frye nhận định Tân-Assyria thực sự là đế chế đầu tiên trong lịch sử loài người. Trong suốt thời kỳ này, ngôn ngữ Aramae được coi là ngôn ngữ chính thức bên cạnh ngôn ngữ Akkad.
Cuối cùng, Assyria cũng không chống đỡ nổi với sự lớn mạnh của nhà Chaldean với sự thất thủ của Nineveh trong năm 612 TCN. Hơn một nửa thế kỷ sau đó, cả Babylon và Assyria đều trở thành các tỉnh của đế quốc Ba Tư. Mặc dù người Assyria dưới triều đại của Ashurbanipal đã tiêu huỷ nền văn minh Elam, nền văn hóa Assyria đã không ảnh hưởng đến các đế quốc kế tục là các bộ lạc của Media và người Ba Tư.

## Thời kì đầu của Assyria

### Sự phát triển
Sau triều đại Tiglath-Pileser I, người Assyria suy yếu đi trong 2 thế kỉ tiếp theo, một thời đại yếu kém và các vị vua không đủ năng lực, chiến tranh với người Urartu lân cận, và sự xâm lược của các bộ lạc du mục Aramaea. Thời kì suy yếu kéo dài này kết thúc với sự lên ngôi của Adad-nirari II năm 911 TCN. Ông đã chinh phục lại các vùng đất mà trước đó là chư hầu nhỏ bé của Assyria, đẩy lùi những dân tộc ở phía bắc ra xa vùng đất của họ. Bên cạnh việc đưa biên giới tới tận Babylon ở phía nam, ông đã mở rộng biên giới của đế quốc và củng cố nó về phía Tây là Khabur. Tukulti-Ninurta II, người kế vị của ông, đã tiến hành những cuộc xâm chiếm ở phía bắc trong thời gian cai trị ngắn ngủi của mình.
Vị vua tiếp theo, Ashurnasirpal II (883-859 TCN) đã bắt tay vào thực hiện kế hoạch mở rộng trên quy mô rộng lớn. Đầu tiên, ông ta chinh phục các dân tộc ở phía bắc tới tận Nairi, sau đó chinh phục những bộ tộc Aramaeans giữa Khabur và Euphrates. Sự tàn bạo của ông ta đã kích động một cuộc nổi loạn mà đã bị dập tắt ngay lập tức trong sự ác liệt của một trận chiến 2 ngày. Sau chiến thắng này, ông tiếp tục tiến lên mà không có sự chống đối, xa tới tận Mesopotamia và thiết lập sự cống nạp từ Phoenicia. Không giống như bất kỳ những vị vua Assyria khác, ông ta đã bắt đầu sự thống trị tàn nhẫn và khoe khoang. Trong khoảng thời gian này Ashurnasirpal II đã dời đô đến thành phố Kalhu (Nimrud). Các cung điện, đền thờ và các tòa nhà khác của ông đã minh chứng cho sự phát triển đáng kể của giàu có và nghệ thuật.
Con trai của Ashurnasirpal, Shalmaneser III (858-823 TCN), đã có một kỳ trị vì lâu dài đến 34 năm. Ông ta đã biến thủ đô thành một trại lính. Hàng năm, quân đội Assyria đều tiến hành các cuộc hành quân. Babylon bị chiếm đóng và người dân Babylon biến thành thần dân của ông. Ông đã chiến đấu chống lại Urartu, và tiến hành một cuộc hành quân chống lại liên minh các quốc gia Syria đứng đầu là Hadadezer của Damascus, và bao gồm Ahab, vua của Israel, trong trận Qarqar năm 853 TCN.
Shalmaneser quay lại chiếm Carchemish trong 849 TCN, và năm 841 TCN hành quân chống lại Hazael, vua của Damascus, vây hãm thành phố nhưng không chiếm nó. Ông cũng đã mang về đồ cống nạp của Jehu của Israel, Týros và Sidon. Đài kỉ niệm màu đen của ông được phát hiện tại Kalhu có ghi lại nhiều hoạt động quân sự dưới triều đại của ông. Những năm cuối cuộc đời ông đã bị khuấy động bởi cuộc nổi loạn của người con trai cả của ông. Assur, Arbela và những nơi khác cũng tham gia vào cuộc nổi loạn mà sau đó đã bị dập tắt một cách vất vả bởi Shamshi-Adad V, con trai thứ hai của Shalmaneser, người sau này thừa kế ngôi vị của ông (năm 824 TCN).

### Thời kì suy yếu (823-745 TCN)
Trong 80 năm tiếp theo, gần như Assyria lại trải qua một thời kì suy yếu, do sự cai trị kém hiệu quả (bao gồm cả thời nữ hoàng Semiramis) và sự trổi dậy cùng với những cuộc xâm lược của người Uratu. Ngoại lệ đáng chú ý là Adad-nirari III (810-782 TCN), ông đã chiếm đóng thành Damas vào năm 804 TCN, buộc Syria phải cống nạp và tiến xa về phía nam tới tận Samaria và Edom, và là người đầu tiên tiến hành chiến tranh chống lại người Medes. Có thể ông đã tiến xa tới tận biển Caspian.

## Tiglath-Pileser III

Trục xuất người Do Thái dưới thời đế quốc Assyria

Khi Nabonassar sáng lập nước Tân Babylon vào năm 747 TCN, đế quốc Assyria đang rơi vào tình trạng hỗn loạn bởi một cuộc nổi dậy. Cuộc nội chiến cùng với bệnh dịch hạch đã tàn phá đất nước, và các tỉnh phía bắc đã giành lại tự do bởi Uratu. Vào năm 746 TCN, Kalhu gia nhập phiến quân, và vào ngày thứ 13 của Iyyar của năm sau, một vị tướng tên là Pulu, người sau này lấy tên là Tiglath-pileser III, đã chiếm lấy ngai vàng. Việc này làm thay đổi sâu rộng chính quyền của vương quốc Assyria, đặc biệt là là về mặt an ninh.
Quân đội Assyria thời kì này đã trở thành một đội quân thường trực và bằng những cải tiến chiến đấu liên tục đã trở thành một cỗ máy chiến tranh. Chính sách của người Assyria từ đó trở đi là hướng tất cả văn minh thế giới về một đế chế duy nhất và đưa toàn bộ thương mại và sự giàu có vào tay Assyria. Những thay đổi này thường được xác định là sự khởi đầu của "Đế quốc Assyria thứ hai".
Khi Tiglath-Pileser III lên ngôi vua của Assyria, ông đã tiến đến Babylon và cướp đi những tượng thần của Šapazza; Các biên niên sử Assyria-Babylon cho chúng ta biết điều đó. Sau khi khuất phục Babylon để buộc cống nạp, trừng phạt Uratu, đánh bại quân Media và nhà nước Tân Hittite, Tiglath-Pileser III đưa quân đội của mình tới Syria, vốn đã giành lại độc lập.
Ông đã chiếm được Arpad gần Aleppo sau một cuộc vây hãm kéo dào 3 năm và chinh phục được Hamath. Azariah (Uzziah) đã là một đồng minh của vua Hamath, và vì thế đã phải cống nạp hàng năm cho vua Tiglath-Pileser để tỏ rõ sự thuần phục của ông ta.
Năm 738 TCN, dưới triều đại của Menahem, vua của Israel, Tiglath-Pileser III chiếm Philistia và xâm lược Israel, áp đặt việc nạp cống nặng nề.Ahaz, vua của Giu-đa, đã tham gia vào cuộc chiến tranh chống lại Israel và Syria, đã kêu gọi sự giúp đỡ của Assyria bằng cách dùng kho vàng của ngôi đền tặng cho vua Assyria."Ông đã tiến quân chống lại Damascus, đánh bại và tra tấn Rezin cho đến chết, và vây hãm thành phố". Để lại một phần quân đội mình để vây hãm, ông tiếp tục tàn phá bằng lửa và gươm đối với các tỉnh phía đông của Jordan, Philistia, và Samaria (miền bắc Israel), năm 732 TCN, ông chiếm được Damacus, buộc cư dân ở đây và của Samaria phải đi đày đến Assyria. Nănm 729 TCN, ông tiến quân đến Babylon và bắt vua Nabu-mukin-zeri, vua của Babylon làm tù binh.Ông đã tự mình đăng quang như Vua Pul của Babylon.Tiglath- Pileser III mất năm 727 TCN, và được tiếp nối bởi Shalmaneser V.Tuy nhiên, vua Hoshea của Israel từ chối cống nạp và liên minh với Ai Cập để chống lại Assyria vào năm 725 TCN. Điều này dẫn đến việc Shalmaneser xâm lược Syria và vây hãm Samaria (thủ đô của Israel) trong 3 năm.

## Triều đại Sargon

### Sargon II

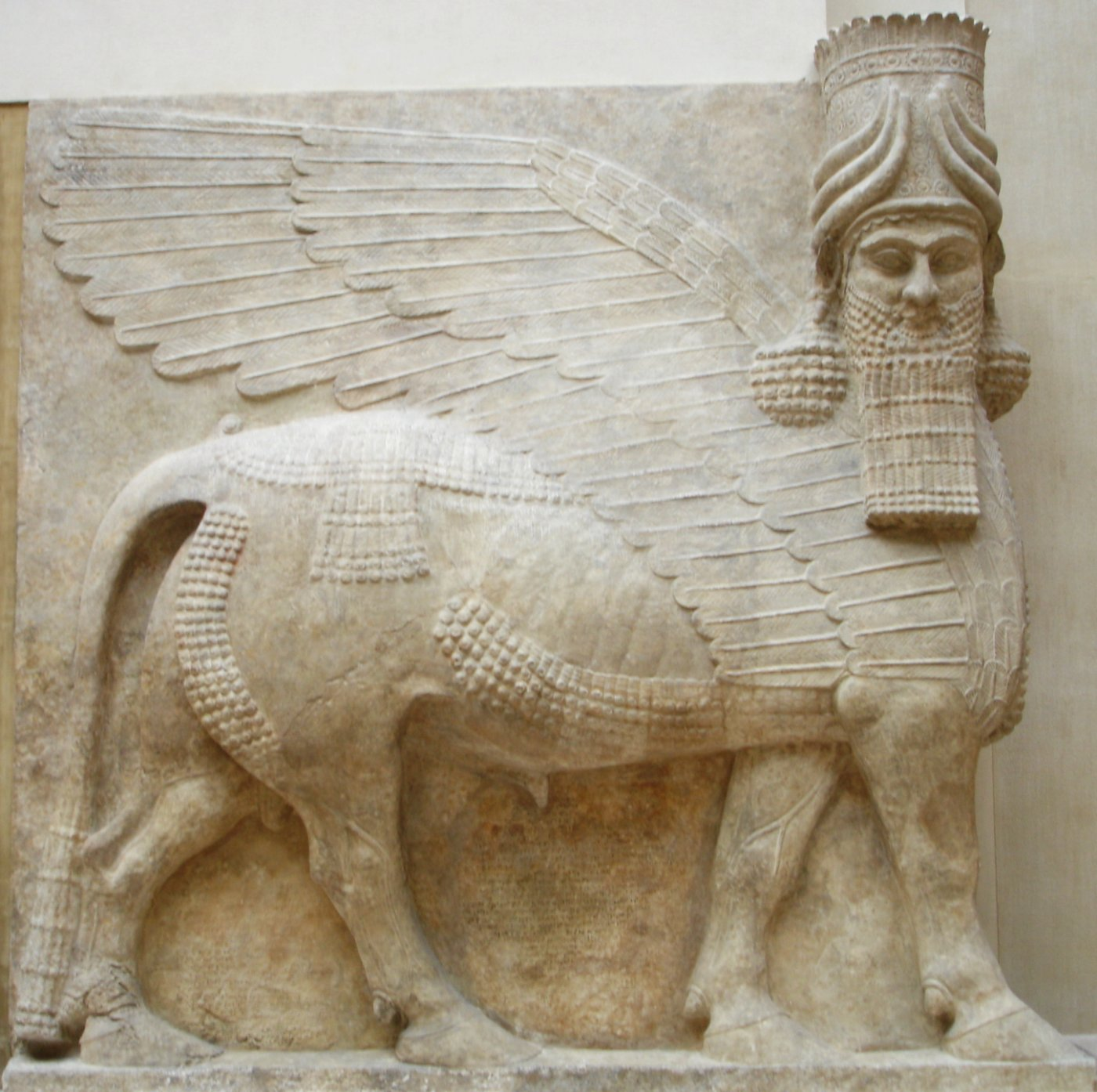
An Assyrian winged bull, or lamassu, from Sargon's palace at Dur-Sharrukin.

Shalmaneser V qua đời đột ngột năm 722 TCN, trong khi đang vây hãm Samaria, ngai vàng đã rơi vào tay Sargon,vốn là Turtanu (tổng chỉ huy quân đội), người sau đó đã nhanh chóng chiếm lấy Samaria, đặt dấu chấm hết cho vương quốc phía bắc của Israel và bắt 27000 đem đi đày ở Israelite Diaspora. Sargon II đã tiến hành chiến tranh trong năm thứ hai triều đại của ông (721 TCN) chống lại vua Elam, Humban-Nikaš, và đồng minh của ông Marduk-apal-iddina II của Babylon, người đã lật đổ sự cai trị của Assyria nhưng Sargon đã bị đánh bại. Sau khi không thể dập tắt các cuộc nổi loạn,Sargon chuyển sự chú ý của mình một lần nữa tới Uratu và Syria. Chiếm Carchemish trong năm 717,và Medes,thâm nhập cao nguyên Iran xa tới tận núi Mt. Bikni và xây dựng một số pháo đài. Assyria đã liên tục tấn công Babylon trong 10 năm dưới trong khi Marduk-apla-iddina cai trị. Năm 710 TCn, Sargon tấn công Babylonia và chiến thắng Marduk-apla-iddina, người đã bỏ chạy tới chỗ đồng minh Elam của mình. Sargon còn xây dựng một thủ đô mới tại Dur Sharrukin ("thành phố của Sargon") gần Nineveh, cùng với tất cả đồ cống nạp Assyria thu được từ các nước khác nhau. 

### Sennacherib, 705-681 TCn
Năm 705 TCN, Sargon đã bị giết trong khi chiến đấu với người Cimmeria và ông được thừa kế bởi con trai Sennacherib (2 Kings 18:13; 19:37; Isa 7:17,. 18), người đã dời đô đến Nineveh. Năm 701 TCN, Hezekiah của Giu-đa thành lập một liên minh với Ai Cập chống lại Assyria, do đó, Sennacherib đã tiến quân đến Jerusalem, phá hủy 46 ngôi làng trên đường đi. Những gì tiếp theo không được mô tả rõ, theo kinh thánh Thiên thần của Chúa giết 185.000 binh lính Assyria tại Jerusalem sau khi Hezekiah cầu nguyện tại đền thờ; Các văn bản của Sennacherib nói rằng Giu-đa nộp cống và ông rút quân. Kinh thánh của vương quốc Do thái nói rằng, Hezekiah đã nộp cống một lần và người Assyria rút đi, lần thứ hai thì binh lính của họ bị chết. Tuy nhiên, điều chắc chắn là Sennacherib không thể chiếm Jerusalem. Marduk-apla-iddina đã quay trở lại Babylonia dưới triều Sennacherib. Vua Assyria đã chiến đấu với ông ta năm 703 TCN bên ngoài Kish và đã chiến thắng. Sennacherib cướp phá Babylon và đuổi Marduk-apla-iddina khỏi vùng đất này. Trên đường trở về Assyria, Sennacherib đưa Bel-ibni lên làm vua của Babylon (ABC 1 Col.2:12-23). Bel-ibni vẫn tỏ thái độ chống đối và vì vậy Sennacherib quay trở lại Babylon năm 700 TCN và bắt giữ ông ta và toàn bộ quan lại. Thay vào đó, Sennacherib đưa con trai ông Assur-nadin-Sumi lên ngai vàng của Babylon (ABC 1 Col.2:26-31).

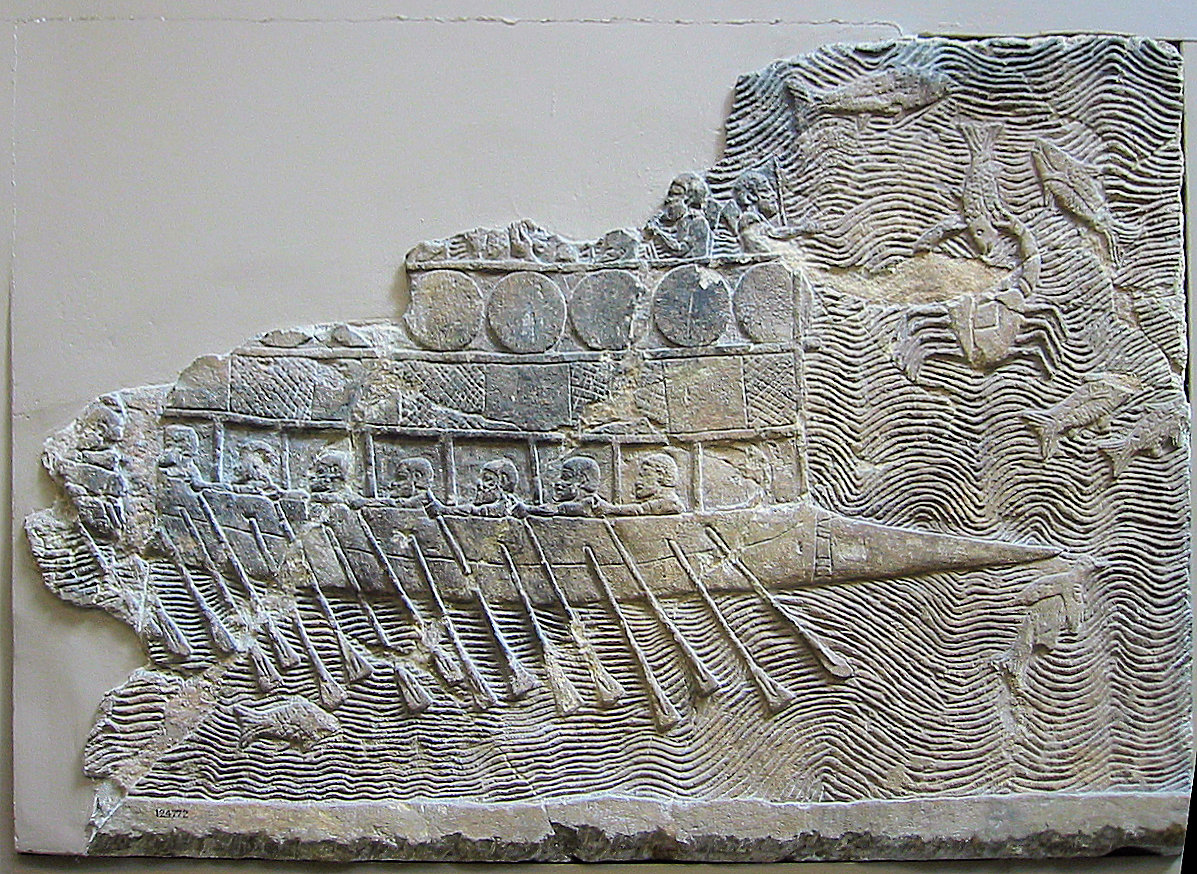
Assyrian warship, a bireme with pointed bow, 700 BC.

Sennacherib đã tiến hành một chiến dịch chống lại Elam trong năm 694 TCN và tàn phá đất nước này. Để trả đũa vua Elam đã ra lệnh tấn công Babylon. Assur-nadin-Sumi bị bắt và đưa về Elam. Một vị vua mới gọi là Nergal-ušezib đã được tôn làm vua của Babylon (ABC 1 Col.2:36-45). Người Assyria đã quay trở lại Babylon vào năm tiếp theo và cướp đoạt các vị thần của Uruk. Nergal-ušezib đã chiến đấu chống lại quân đội Assyria, nhưng bị bắt làm tù binh và bị đưa đến Assyria(ABC 1 Col.2: 46 - Col.3: 6). Một vị vua bản xứ, được gọi là Mušezib-Marduk, sớm nắm lấy ngai vàng của Babylon. Ông đã giữ được với sự giúp đỡ của đồng minh Elamite được bốn năm cho đến năm 689 trước công nguyên, khi Assyria tái chiếm lại thành phố.Sennacherib đã khơi các con kênh đào bên ngoài Babylon khiến cho thành phố bị ngập và cho đến khi nó trở thành một đầm lầy. Năm 681 TCN, Sennacherib đã bị ám sát, rất có thể do một trong những người con trai của ông (theo 2 Kings 19:37, trong khi cầu nguyện thần Nisroch, ông đã bị giết bởi hai người con trai của ông, Adramalech và Sharezer, và cả hai người con trai sau đó trốn đến Armenia;

### Esarhaddon (681–669 TCN)
Sennacherib được tiếp nối bởi con trai ông Esarhaddon (Assur-aha-iddina), người đã làm thống đốc của Babylon, và đang tiến hành chiến dịch ở Urartu tại thời điểm người cha bị ám sát, nơi ông đã giành một chiến thắng tại Malatia (Milid). Trong năm đầu tiên của Esarhaddon, một cuộc nổi dậy nổ ra ở phía nam của Babylon, Nabu-zer-kitti-lišir, một thống đốc của mat Tamti, đã bao vây Ur. Viên thống đốc này đã không chiếm được thành phố, và sau đó đã bỏ trốn đến chỗ những người họ hàng của mình ở Elam (Hal-Tamti).
Khi là vua Assyria, Esarhaddon ngay lập tức đã xây dựng lại Babylon, và biến nó thành thủ đô của mình. Đánh bại người Cimmerians và Medes (một lần nữa thâm nhập đến dãy núi Bikni). Nhưng không thể duy trì trật tự tại các khu vực này, ông đã chuyển sự chú ý của ông về phía tây tới Phoenicia-bây giờ liên minh với Ai Cập chống lại ông và Sidon bị cướp phá trong năm 677 TCN. Ông cũng bắt Manasseh vua Giu-đa và giữ ông ta làm tù nhân một thời gian ở Babylon (2 Chronicles 33:11). Vì có sự can thiệp của Ai Cập, Esarhaddon đã cố gắng để chinh phục Ai Cập năm 673 trước Công nguyên, nhưng đã bị đánh bại (ABC 1 Col.4: 16). Hai năm sau ông đã thực hiện một nỗ lực mới và đã thành công. Biên niên sử Babylon thuật lại rằng Ai Cập "bị cướp phá và các vị thần của họ đã bị mang đi" (ABC 1 Col.4: 25); cũng trong ABC 14:28-29. Pharaoh Tirhakah đã tháo chạy khỏi Ai Cập, và một tấm bia kỷ niệm chiến thắng, được dựng tại Sinjirli (phía bắc Vịnh Antioch), và hiện nay nằm tại Bảo tàng Pergamon, Berlin.
Assyria cũng tiến hành cuộc chiến với Urartu/Armenia (Ararat) và Dilmun vào lúc này. Assyria đã đạt đến mức rộng lớn nhất về lãnh thổ. Tuy nhiên, các thống đốc người Assyria do Esarhaddon bổ nhiệm ở Ai Cập đã buộc phải chạy trốn bởi sự nổi dậy của dân chúng, do đó, một chiến dịch mới đã được tiến hành bởi Esarhaddon trong năm 669 TCN. Ông đã phát bệnh trên đường và qua đời. Con trai ông Šamaš-SUMA-ukin trở thành vua của Babylon và một người con trai khác của ông Assur-Bani-pal trở thành vua của Assyria, xem ABC 1 Col.4:30-33 và ABC 14:31-32, 37.

### Ashurbanipal, 669–627TCn
Assur-Bani-apli, hay Ashurbanipal(Ashurbanapli, Osnapper), đã lên kế vị cha ông Esarhaddon. Ông tiếp tục chiến dịch tại Ai Cập, khi không bị phân tâm bởi áp lực từ Medes ở phía đông, và người Cimmerians về phía bắc của Assyria. Tuy không thể hoàn toàn có Ai Cập, nhưng ông đã đưa Psammetichus lên ngôi như một vị vua chư hầu năm 664 TCN. Tuy nhiên, sau khi Gyges của Lydia kêu gọi sự giúp đỡ của Assyria chống lại người Cimmerians bị từ chối, lính đánh thuê Lydia đã được gửi đến chỗ Psammetichus. Tới 652 TCN,vị vua chư hầu này đã đủ mạnh để tuyên bố độc lập hoàn toàn từ Assyria mà không bị trừng phạt, đặc biệt là anh trai của Ashurbanipal, Shamash Shum--ukin, vua của Babylon, bắt đầu một cuộc nội chiến trong năm đó. Cuộc nổi loạn này kéo dài cho đến năm 648 trước Công nguyên, khi Babylon bị cướp phá, và Shamash-Shum-ukin đã đốt cung điện, tự thiêu mình. Elam bị tàn phá hoàn toàn trong 646 TCN và 640 TCN, và thủ phủ Susa bị san bằng hoàn toàn.

#### Di sản của Ashurbanipal

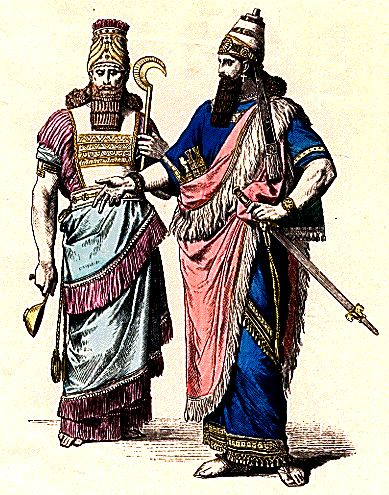
Costumes of an Assyrian High Priest (left) and a King (right).

Ashurbanipal đã thúc đẩy nghệ thuật và văn hóa, và đã có một thư viện rộng lớn chứa những văn bản hình nêm ở Nineveh. Tuy nhiên, cuộc chiến tranh lâu dài với Babylon và Elam đã để lại một Assyria tàn phế và kiệt sức. Nó đã bị kiệt quệ của cải và dân cư; các tỉnh bị tàn phá đến mức không có gì để cung cấp cho nhu cầu của kho bạc triều đình. Assyria, do đó, đã bị suy yếu để sẵn sàng đối mặt với vó ngựa của người Scythia và Medes mà giờ đây bắt đầu quấy rối biên giới phía đông; Tiểu Á cũng bị tràn ngập người Cimmerians.

### Sự sụp đổ của Assyria, 627-609 TCN
Sau khi vua Ashurbanipal băng hà trong năm 627 TCN, đế quốc bắt đầu tan rã nhanh chóng sau một loạt các cuộc nội chiến cay đắng nổ ra liên quan đến một số người tranh chấp ngai vàng. Ashur-etil-ilani kế vị Ashurbanipal, nhưng ngay lập tức bị lôi kéo vào một cuộc nội chiến với một trong các tướng của mình Sin-shumu-lishir người nắm quyền kiểm soát Babylon và sau đó một thời gian ngắn lên ngôi vua của Assyria. Ông tiếp theo bị lật đổ bởi Sinsharishkun. Sau khi đánh bại đối thủ của mình, Sinsharishkun phải đối mặt với một mối đe dọa lớn hơn nhiều. Nhà nước Babylon chư hầu của ông đã lợi dụng sự thay đổi triều đại ở Assyria và nổi loạn dưới sự lãnh đạo của Nabopolassar trước đó chưa được biết đến, một thành viên của bộ lạc Chaldea, năm 625 trước Công nguyên. Điều xảy ra tiếp theo là một cuộc chiến tranh kéo dài xảy ra ở trung tâm Babylon. Nabopolassar đã cố gắng để chiếm Nippur, thủ phủ chính của quyền lực Assyria ở Babylon, nhưng đã bị đánh bại bởi Sinsharishkun. Tuy nhiên Nabopolassar đã có được thành phố Babylon sau khi một cuộc khởi nghĩa của cư dân ở đó, và đã lên ngôi vua của thành phố trong năm 625 trước Công nguyên. Sinsharishkun sau đó bị mất nhiều đất hơn, trước khi thành công trong việc chiếm lại Uruk trong khoảng năm 624 trước Công nguyên chỉ để nhanh chóng đánh mất nó một lần nữa. Khi Sinsharishkun dẫn đầu một đội quân lớn tới Babylonia năm 623 trước Công nguyên trong một nỗ lực để đè bẹp cuộc nổi loạn nhưng một chiến tranh nổ ra tại quê hương Assyria. Một quân đội cứu trợ đã được phái trở lại từ chiến dịch Babylon nhưng đã đào ngũ sang phe địch, điều này giúp kẻ cướp ngôi có thể tới được thủ đô Nineveh mà không cần giao chiến, và đòi hỏi ngai vàng. Sinsharishkun đã có thể dập tắt cuộc nổi loạn tại quê hương, nhưng thời gian quý báu đã mất để có thể giải quyết vấn đề Babylon, và Nabopolassar đã có thể củng cố vị trí của mình. Năm 620 trước Công nguyên Nabopolassar cuối cùng đã chiếm Nippur, cuối cùng trở thành chủ nhân của Babylon. Trong khi những sự kiện xảy ra, Medes cũng đã giải phóng mình khỏi sự thống trị của Assyria. Năm 616 trước Công nguyên Cyaxares vua Medes, thành lập một liên minh với Nabopolassar và với sự giúp đỡ của người Scythia và Cimmeria, tấn công Assyria. Assyria giờ phải đối mặt với sự áp đảo, và sau bốn năm chiến đấu cay đắng, liên minh cuối cùng đã phá hủy Nineveh trong năm 612 trước Công nguyên sau khi một cuộc bao vây lâu dài và một cuộc chiến từ nhà này qua nhà khác. Sau đó, đế chế Assyria sụp đổ, Sinsharishkun bị giết chết trong trận này. Một vị tướng tên là Ashur-uballit II đã tuyên bố là vua Assyria, và với sự hỗ trợ quân sự chậm trễ từ Pharaoh Ai Cập Necho II đã giữ được Harran cho đến năm 608 trước Công nguyên  Ai Cập tiếp tục viện trợ cho người Assyria, những người đã tuyệt vọng nhằm cố gắng kiềm chế sức mạnh ngày càng tăng của Babylon và Medes. Trong năm 609 TCN tại trận Megiddo, một lực lượng Ai Cập đã đánh bại một lực lượng Judea dưới sự chỉ huy của vua Josiah và cố gắng để thu nhận những tàn tích cuối cùng của quân đội Assyria. Trong trận chiến cuối cùng tại Harran trong năm 608 TCN, Babylon và Medes đánh bại liên minh Assyria-Ai Cập, sau đó Assyria không còn tồn tại như một quốc gia độc lập  Một lực lượng Ai Cập đã được phái đến năm 605 trước Công nguyên, cho thấy sức đề kháng của người Assyria vẫn đang còn tiếp diễn, nhưng điều này cũng đã gặp thất bại, với thất bại của Assyria và người Ai Cập tại Carchemish trong năm 605 TCN. Người ta không biết liệu Ashur-uballit II đã bị giết tại Harran hay Carchemish, hoặc là ông ta sống sót, tuy nhiên ông biến mất khỏi các trang của lịch sử. Một trăm mười bảy năm sau đó, Assyria đã thực hiện một nỗ lực cuối cùng để giành lại độc lập với một cuộc khởi nghĩa quy mô lớn chống lại Đế chế Achaemenid trong năm 482 trước Công nguyên, đã bị đàn áp bởi vua Darius II.

### Assyria sau khi sụp đổ
Tuy nhiên, ngôn ngữ của người Assyria vẫn tồn tại, tác phẩm cuối cùng viết bằng chữ hình nêm Akkad có niên đại vào thế kỷ 1, và các tác phẩm bằng ngôn ngữ Akkad (nhưng với chữ viết Aramaic / Syria) có niên đại vào cuối thế kỷ thứ 3.
Assyria bị Babylon cai trị trong một thời gian ngắn. Trớ trêu thay Nabonidus, vị vua cuối cùng của Babylon là một người Assyria, có nguồn gốc từ Harran, cũng như Belshazzar con trai của ông.
Sau này nó đã bị cai trị bởi nhà Achaemenid Ba Tư (Assyria đã khởi nghĩa chống lại Ba Tư trong 520 trước Công nguyên), nhà Seleukos của người Hy Lạp, sau đó một lần nữa bởi các triều đại Ba Tư như Parthia,nhà Sassanid, v.v... Trong một thời gian ngắn dưới thời Trajan, nó đã nằm dưới sự cai trị bởi Rome.
Assyria đã tồn tại như một thực thể, một tỉnh lệ thuộc. Tên gọi của nó đã tồn tại dưới các hình thức khác nhau (Athura, Asuristan, tỉnh Assyria của La Mã,..vv) và vùng đất này đã được công nhận như vậy bởi người Ba Tư, Hy Lạp, La Mã, Armenia, Gruzia và Byzantine. Sau khi bị người Ả Rập chinh phục vào cuối thế kỷ 7, hành tỉnh Assyria cuối cùng đã bị giải thể.
Văn hóa của người Assyrian cũng đã tồn tại, các vị thần Assyrio-Babylon được thờ cúng vào thời Kitô giáo, cho tới tận thế kỷ thứ 4  Lưu trữ ngày 14 tháng 7 năm 2011 tại Wayback Machine